# Мерседес Соса
Мерседес Соса (на испански: Haydee Mercedes Sosa) е известна аржентинска певица и политическа активистка, станала известна през 1960-те като „гласът на Латинска Америка“. Тя е потомка на френски преселници и местни индианци. След военния преврат през 1976 година е подложена на преследвания. Имигрира през 1980 година, живее за кратко във Франция и Испания и през 1982 година се завръща в родината. Лауреат е на много международни награди. Има гастроли и концерти в Северна Америка и Европа и съвместни изпълнения с Лучано Павароти, Андреа Бочели, Стинг, Лолита Торес, Шакира и други.